# MG 3
Der MG 3 (bis 2011 MG 3SW) ist ein Kleinwagen der Marke MG, die dem chinesischen Automobilhersteller SAIC Motor gehört. Er wird seit 2008 gebaut.

## MG 3SW

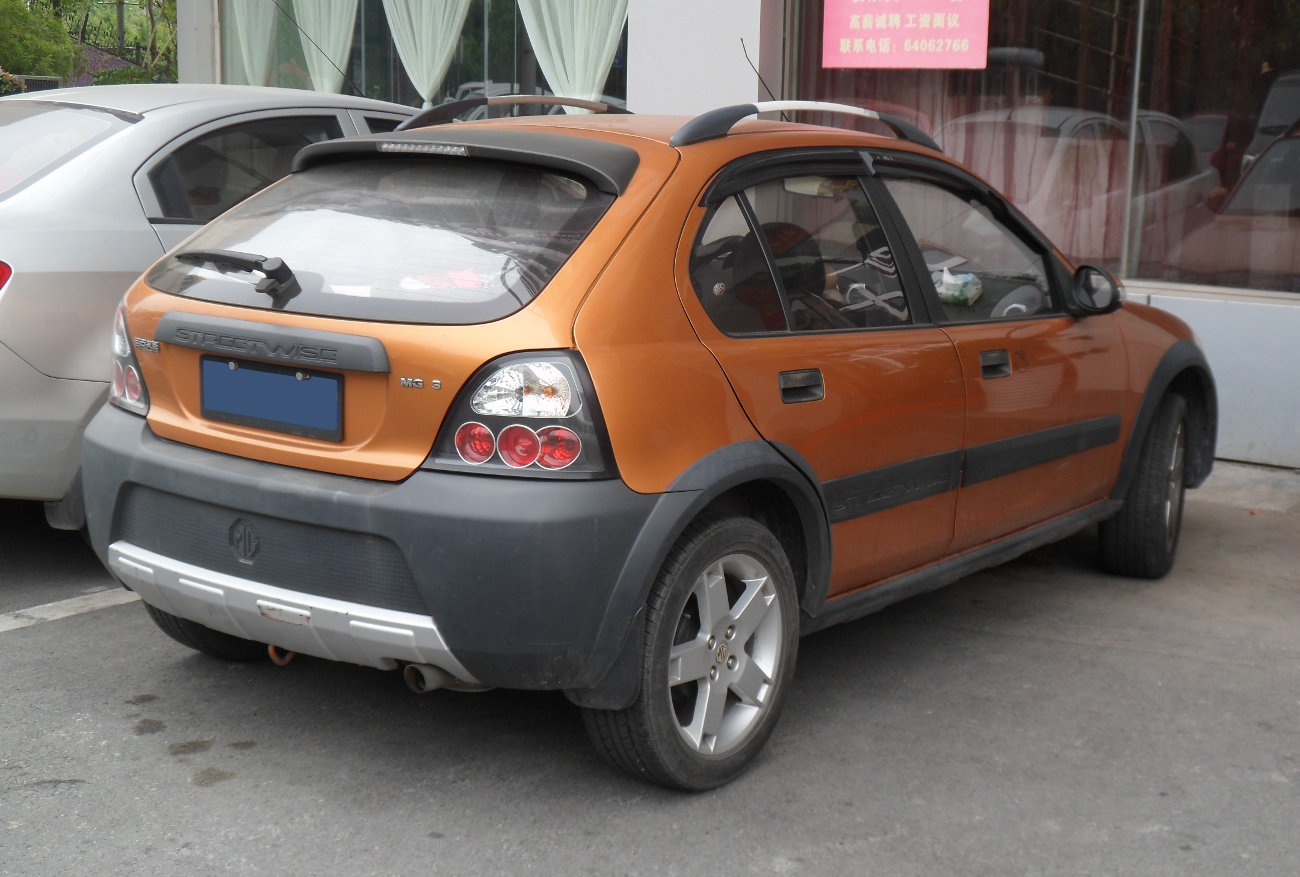

Der MG 3SW basiert wie sein Vorgänger MG ZR auf dem Rover Streetwise des britischen Automobilherstellers MG Rover. Nach der Insolvenz der MG Rover Group im Jahr 2005 war die Herstellung des Rover Streetwise eingestellt worden. Die Fertigung des SW durch den neuen Mehrheitseigner SAIC begann im Jahre 2008. Das Kürzel SW steht für Station Wagon.

## MG 3 (2011–2022)
| Sterne im Euro NCAP-Crashtest (2014) | 3 Sterne im Euro-NCAP-Crashtest |

Eine Vorschau auf die zweite Generation des Modells bot 2010 die Studie MG Zero auf der Beijing Auto Show. Das Fahrzeug wurde zwischen Frühjahr 2011 und Sommer 2022 in China angeboten und wurde für den europäischen Markt ab 2013 am Standort Birmingham produziert. Das Schwestermodell ist der Roewe 150. Für andere Märkte wurde der MG 3 in Pukou hergestellt. Ab 2013 gab es zudem eine weitere Montagelinie in Laem Chabang, auf der der MG 3 als Rechtslenker von der Charoen Pokphand Group zusammengebaut wurde.
Der Wagen teilt sich die technische Basis mit dem Kompaktklasse-Fahrzeug Roewe 350. Allerdings wird der MG nicht nur mit dem 1,5-Liter-Motor mit 80 kW angeboten, sondern auch mit einem kleineren 1,3-Liter-Motor mit 65 kW. Beide Motoren sind wahlweise in Verbindung mit Handschaltung oder Automatik erhältlich. Der Mini-SUV MG 3 Xross wurde in einigen Ländern als MG 3 Cross vertrieben.

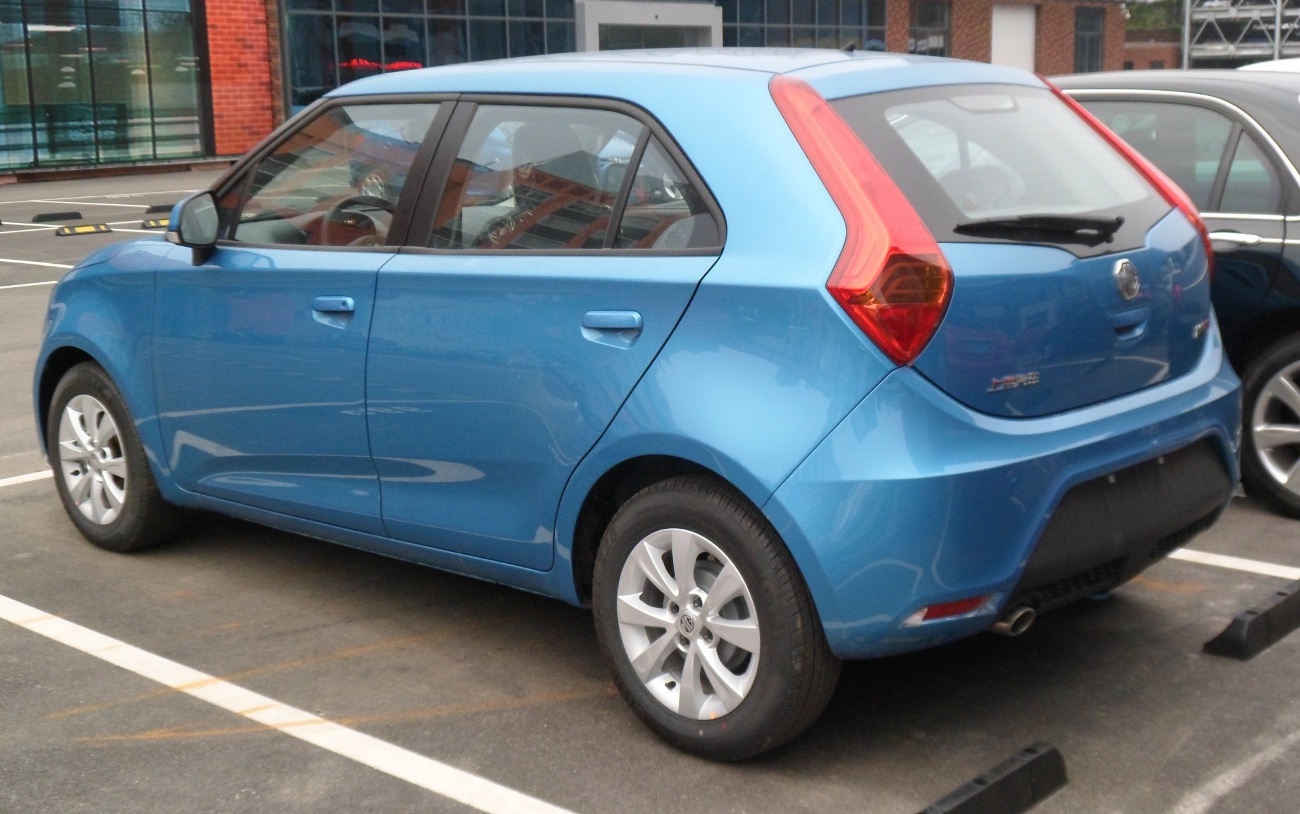
Heckansicht
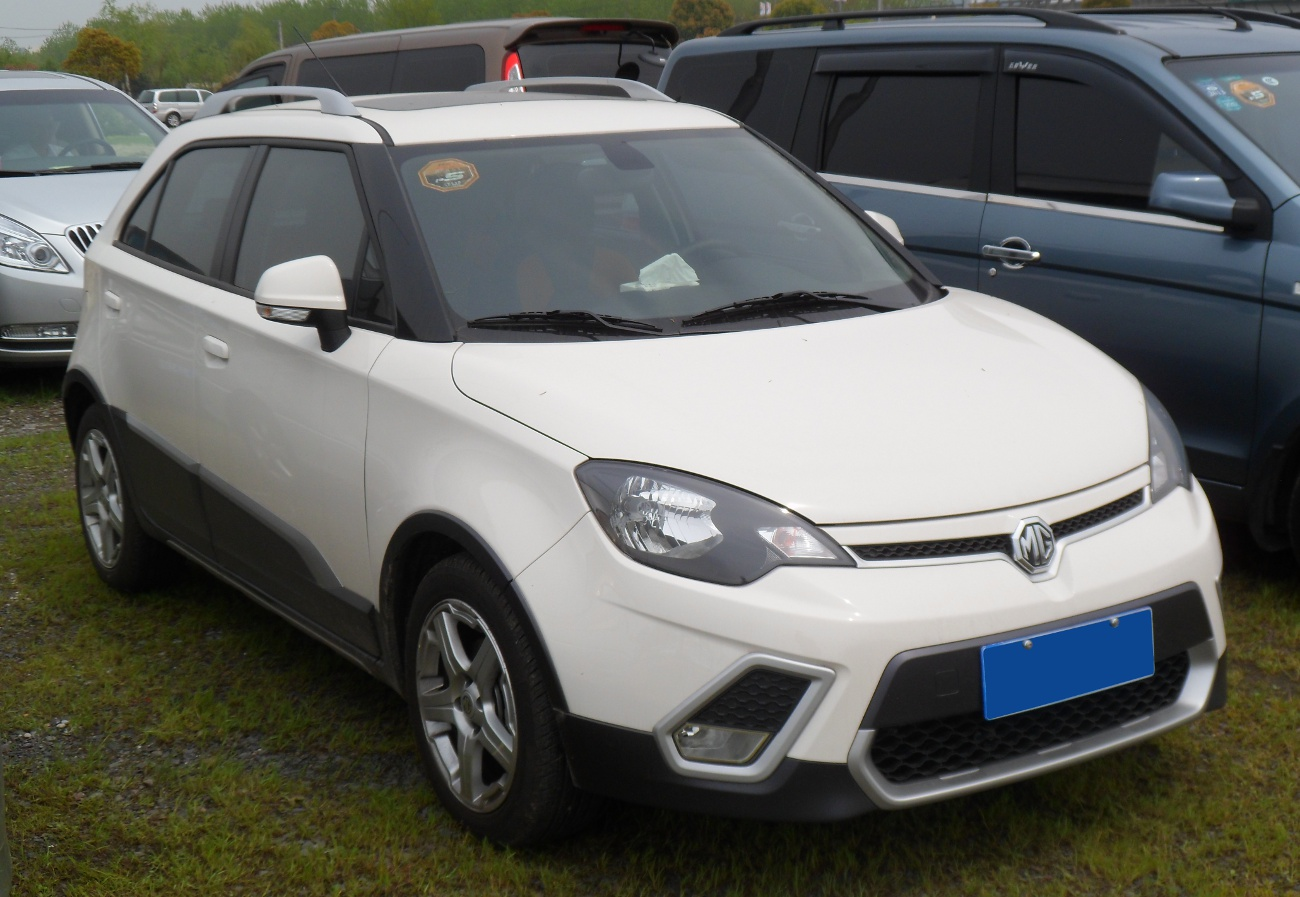
MG 3 Xross / MG 3 Cross
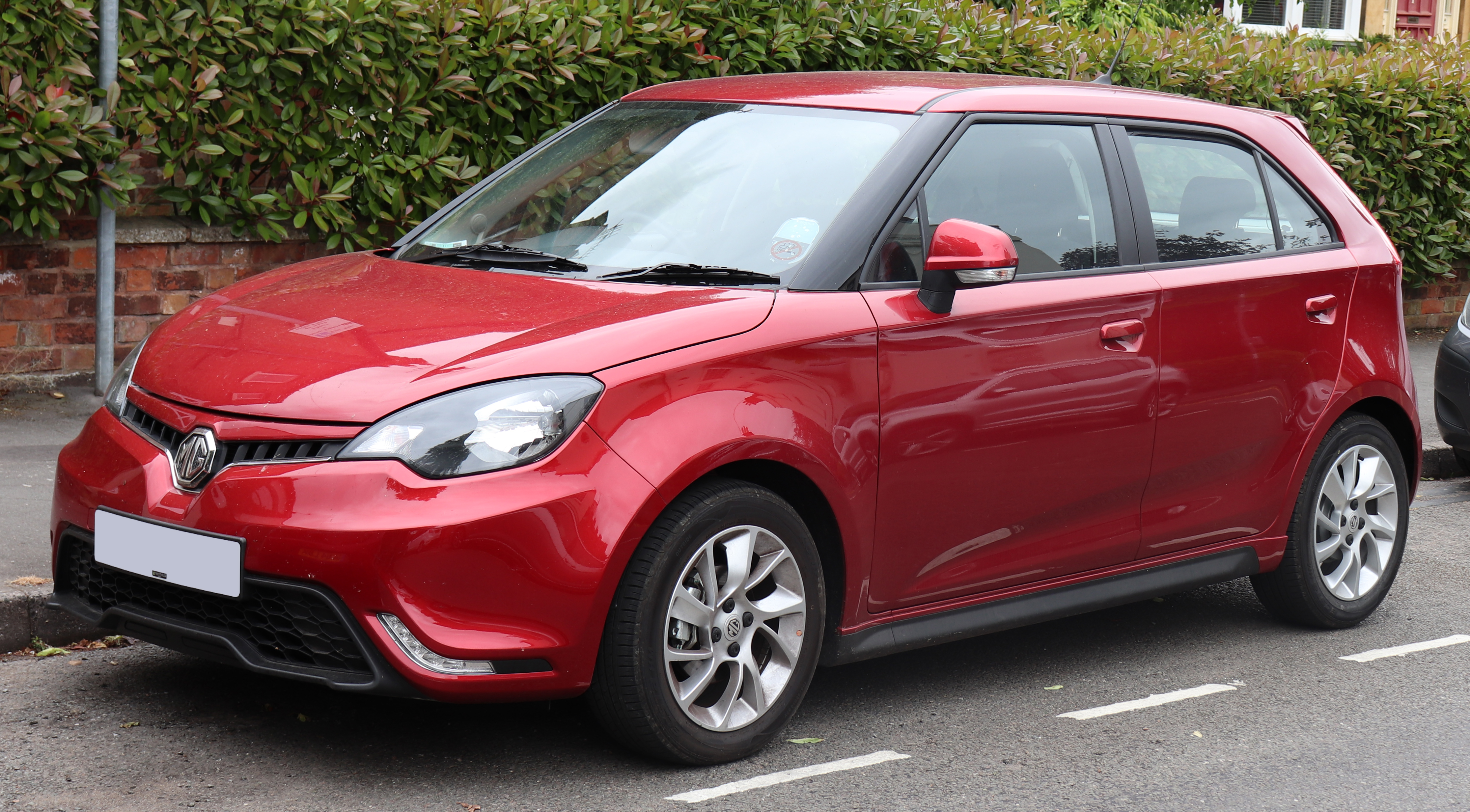
MG 3 (2013–2018)
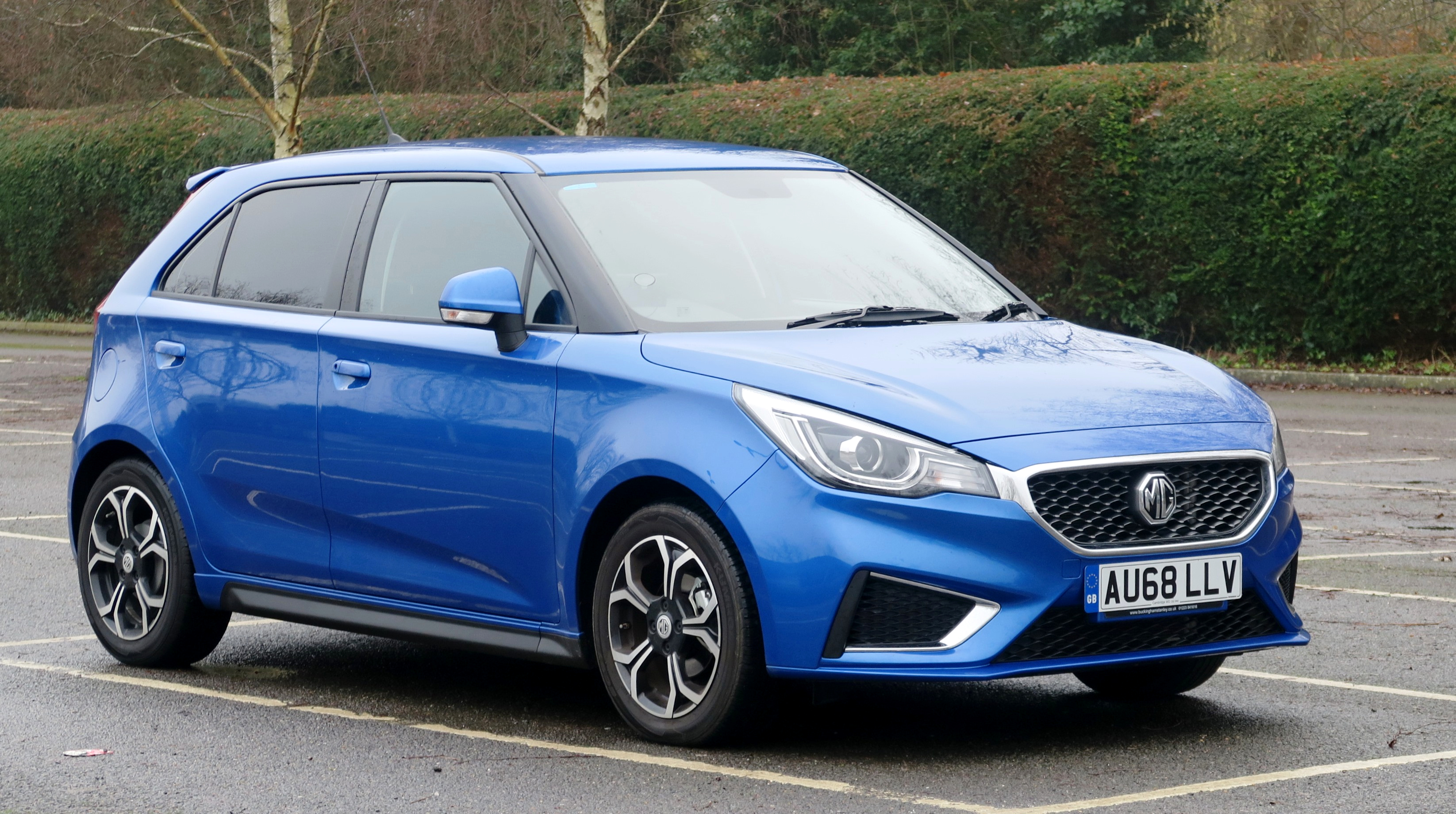
MG 3 (2018–2022)
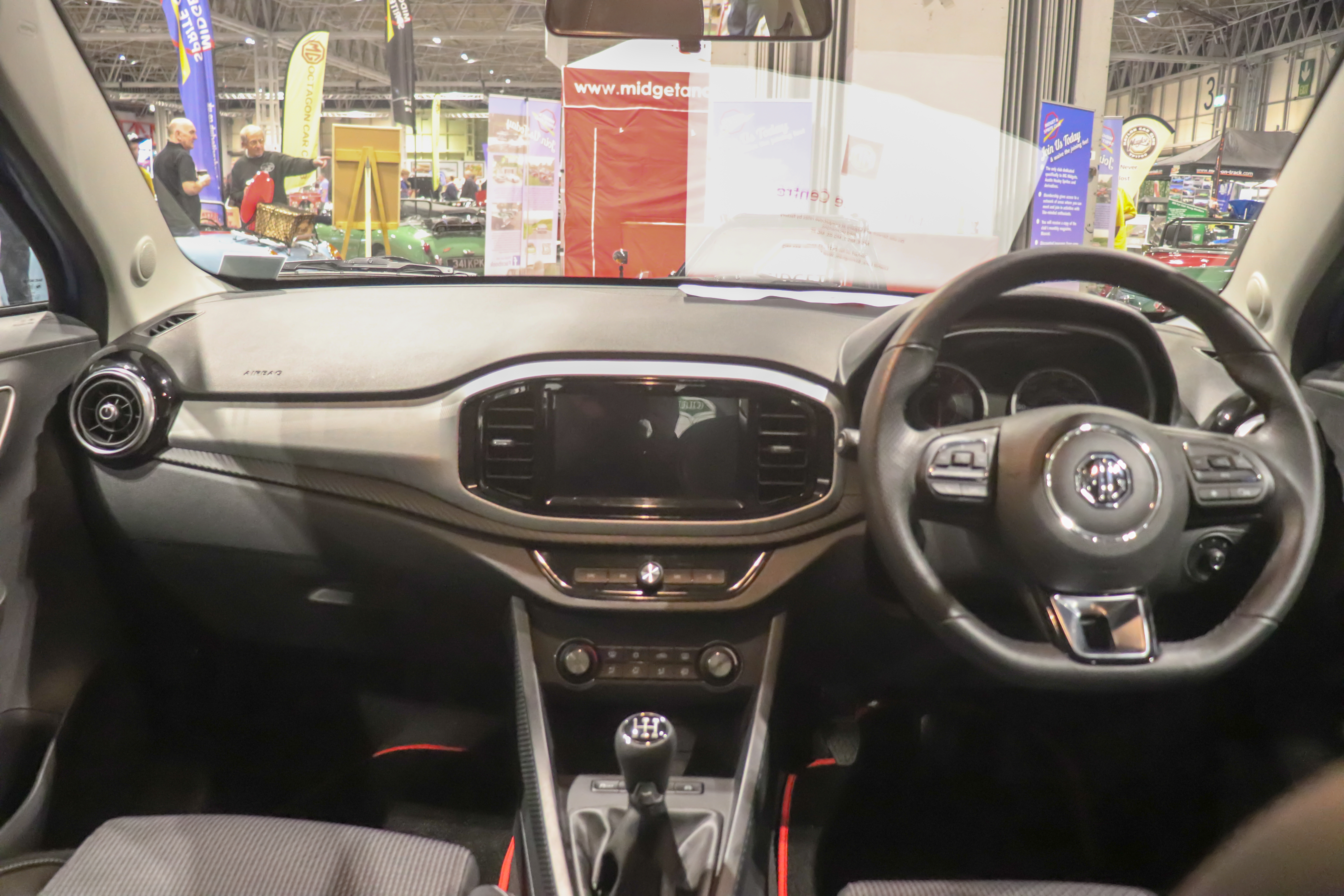
Innenraum

### Technische Daten
|                                             | 1.3                        | 1.3                        | 1.3                   | 1.5 (England)              | 1.5                        | 1.5                      |
| Bauzeitraum                                 | 03/2011–10/2012            | 10/2012–08/2017            | 08/2017–07/2022       | 09/2013–07/2022            | 03/2011–08/2017            | 08/2017–07/2022          |
| Motorkenndaten                              |                            |                            |                       |                            |                            |                          |
| Motortyp                                    | R4-Ottomotor               | R4-Ottomotor               | R4-Ottomotor          | R4-Ottomotor               | R4-Ottomotor               | R4-Ottomotor             |
| Hubraum                                     | 1343 cm³                   | 1343 cm³                   | 1343 cm³              | 1498 cm³                   | 1498 cm³                   | 1498 cm³                 |
| max. Leistung bei min−1                     | 65 kW (88 PS) / 6000       | 68 kW (92 PS) / 6000       | 75 kW (102 PS) / 6000 | 78 kW (106 PS) / 6000      | 80 kW (109 PS) / 6000      | 86 kW (117 PS) / 6000    |
| max. Drehmoment bei min−1                   | 117 Nm / 4500              | 118 Nm / 5000              | 121 Nm / 5000         | 137 Nm / 4750              | 135 Nm / 4500              | 150 Nm / 4500            |
| Kraftübertragung                            |                            |                            |                       |                            |                            |                          |
| Antrieb                                     | Vorderradantrieb           | Vorderradantrieb           | Vorderradantrieb      | Vorderradantrieb           | Vorderradantrieb           | Vorderradantrieb         |
| Getriebe, serienmäßig                       | 5-Gang-Schaltgetriebe      | 5-Gang-Schaltgetriebe      | 5-Gang-Schaltgetriebe | 5-Gang-Schaltgetriebe      | 5-Gang-Schaltgetriebe      | 4-Gang-Automatikgetriebe |
| Getriebe, optional                          | (5-Gang-Automatikgetriebe) | (5-Gang-Automatikgetriebe) | —                     | (5-Gang-Automatikgetriebe) | (5-Gang-Automatikgetriebe) | —                        |
| Messwerte                                   |                            |                            |                       |                            |                            |                          |
| Höchstgeschwindigkeit                       | 178 km/h (175 km/h)        | 175 km/h (173 km/h)        | k. A.                 | 182 km/h (180 km/h)        | 182 km/h (180 km/h)        | k. A.                    |
| Beschleunigung, 0–100 km/h                  | k. A.                      | k. A.                      | k. A.                 | 11,1 s (12,2 s)            | 10,8 s (14,5 s)            | k. A.                    |
| Kraftstoffverbrauch auf 100 km (kombiniert) | 6,3 l Super (6,5 l Super)  | 5,9 l Super (6,1 l Super)  | 5,6 l Super           | 6,1 l Super (6,6 l Super)  | 6,5 l Super (6,7 l Super)  | 5,9 l Super              |
| Tankinhalt                                  | 45 l                       | 45 l                       | 45 l                  | 45 l                       | 45 l                       | 45 l                     |

Werte in runden Klammern gelten für Modelle mit optionalem Getriebe.

## MG 3 (seit 2024)
Die dritte Generation des MG 3 wurde im Januar 2024 angekündigt. Die Weltpremiere war im darauffolgenden Monat auf dem Genfer Auto-Salon. Der Marktstart erfolgte im Mai 2024. Fortan wird die Baureihe in Europa auch außerhalb Großbritanniens vermarktet. Als Konkurrenzmodelle werden unter anderem der Renault Clio, der Toyota Yaris und der Honda Jazz genannt.

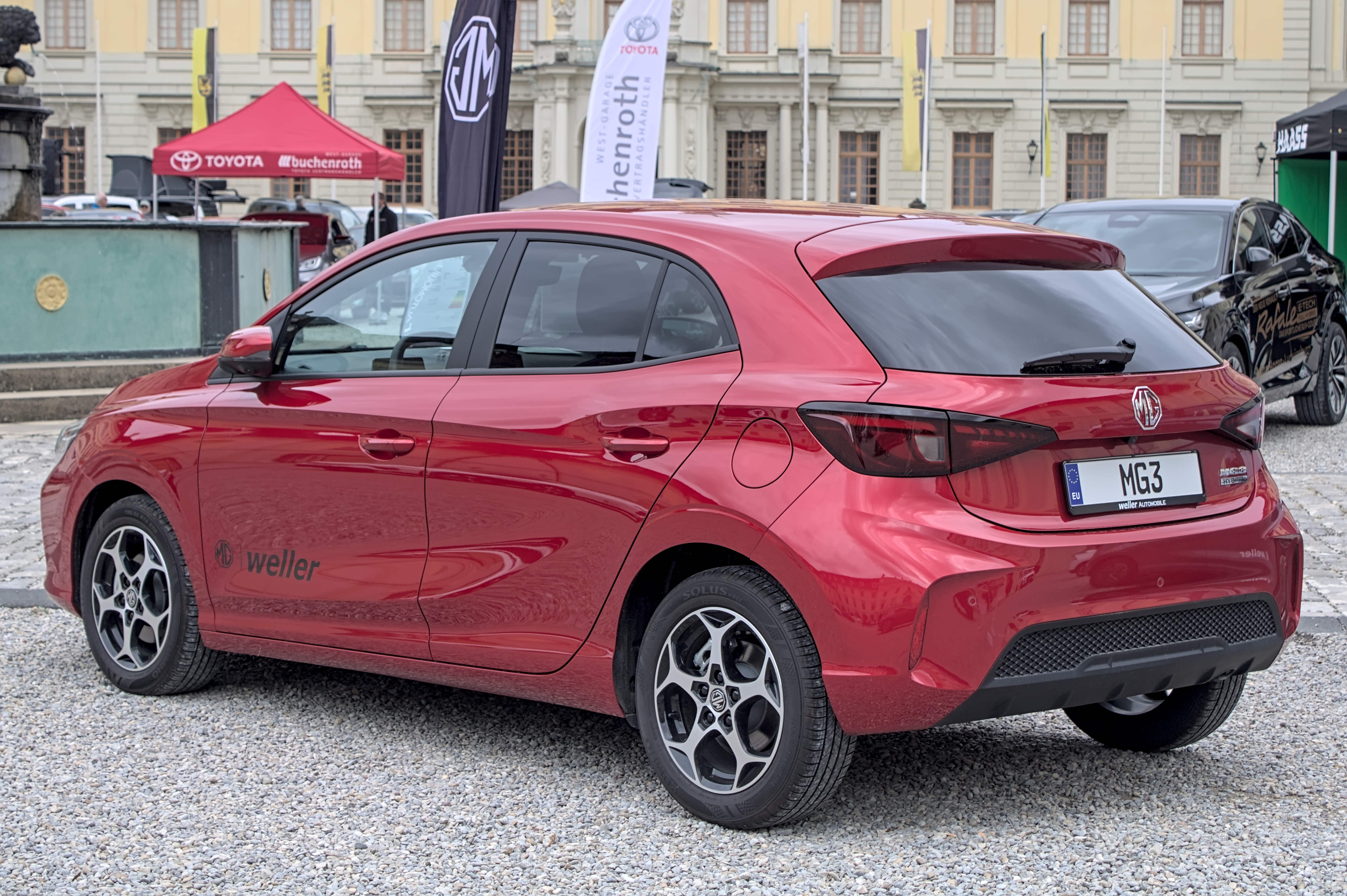
Heckansicht
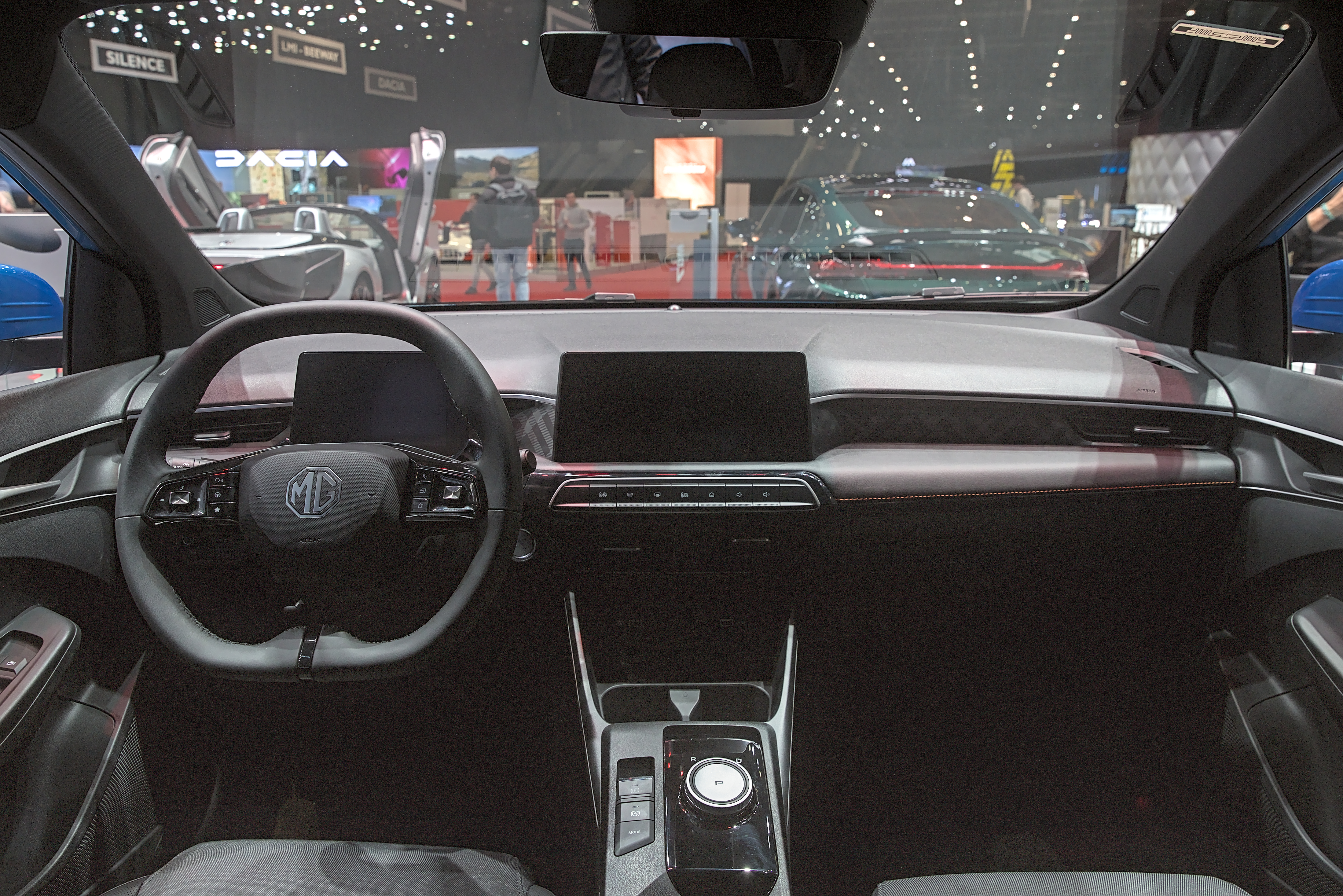
Innenraum
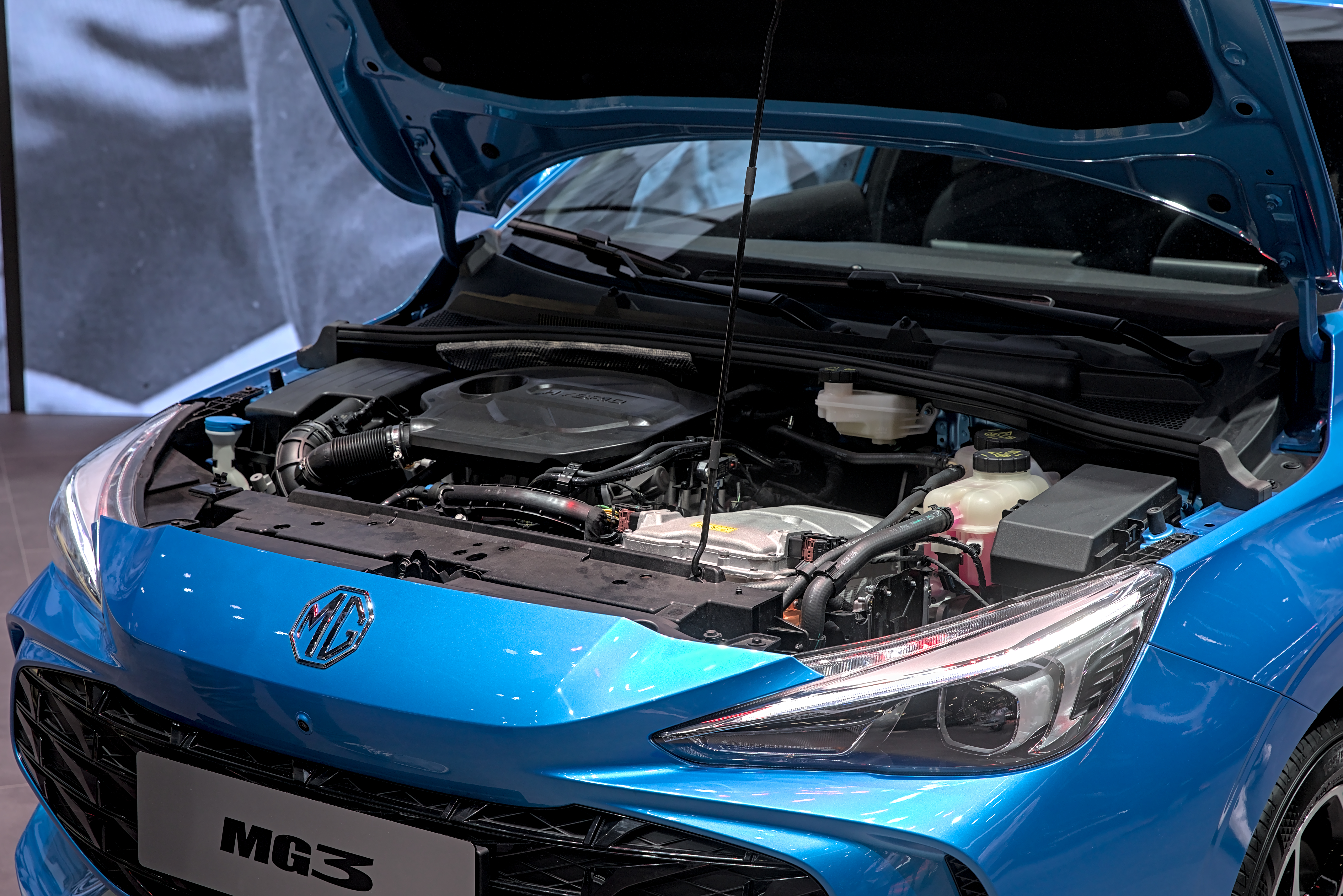
Hybridantrieb

Der Kleinwagen ist 4,11 Meter lang, 1,80 Meter breit und 1,50 Meter hoch. Sein Kofferraum fasst 293 Liter, durch Umklappen der Rückbanklehne dann bis zu 983 Liter. Zunächst war der MG 3 ausschließlich als Voll-Hybrid in drei Ausstattungslinien (Standard, Comfort und Luxury) erhältlich; die höchste Ausstattungsversion beinhaltet Keyless Go, Sitz- und Lenkradheizung sowie eine 360-Grad-Kamera. Ein 1,5-Liter-Vierzylinder-Ottomotor mit 75 kW (102 PS) ist mit einem Generator und einem 100 kW (136 PS) starken Elektromotor kombiniert. Die Systemleistung wird mit 143 kW (194 PS) angegeben. Auf 100 km/h soll diese Version in acht Sekunden beschleunigen, die Höchstgeschwindigkeit gibt MG mit 170 km/h an. Seit März 2025 ergänzt ein 1,5-Liter-Ottomotor mit 85 kW (116 PS) die Antriebspalette. Ihn gibt es nicht in der höchsten Ausstattungslinie Luxury. Das Leergewicht der Hybrid-Version beträgt 1285 kg, das der reinen Verbrenner-Version 1237 kg.

### Technische Daten
|                                                   | Benzin                      | Hybrid+                      |
| Bauzeitraum                                       | seit 03/2025                | seit 05/2024                 |
| Motortyp                                          | R4-Ottomotor                | R4-Ottomotor + Elektromotor  |
| Motoraufladung                                    | —                           | —                            |
| Hubraum                                           | 1490 cm³                    | 1490 cm³                     |
| max. Leistung Ottomotor                           | 85 kW (116 PS) bei 6000/min | 75 kW (102 PS) bei 6000/min  |
| max. Leistung Elektromotor                        | —                           | 100 kW (136 PS) bei 4500/min |
| max. Systemleistung                               | —                           | 143 kW (194 PS)              |
| max. Drehmoment Ottomotor                         | 148 Nm bei 4500/min         | 128 Nm bei 4500/min          |
| max. Drehmoment Elektromotor                      | —                           | 250 Nm bei 0–3400/min        |
| Kraftübertragung                                  |                             |                              |
| Antrieb                                           | Vorderradantrieb            | Vorderradantrieb             |
| Getriebe                                          | 5-Gang-Schaltgetriebe       | 3-Gang-Automatikgetriebe     |
| Messwerte                                         |                             |                              |
| Höchstgeschwindigkeit                             | 185 km/h                    | 170 km/h                     |
| Beschleunigung, 0–100 km/h                        | 10,8 s                      | 8,0 s                        |
| Kraftstoffverbrauch auf 100 km (WLTP, kombiniert) | 6,1 l Super                 | 4,4 l Super                  |
| CO2-Emission (WLTP, kombiniert)                   | 137 g/km                    | 100 g/km                     |
| Tankinhalt                                        | 45 l                        | 36 l                         |
| Energieinhalt Akku                                | —                           | 1,83 kWh                     |
| Abgasnorm nach EU-Klassifikation                  | Euro 6e                     | Euro 6e                      |

### Zulassungszahlen in Deutschland
Im ersten Verkaufsjahr wurden in der Bundesrepublik Deutschland insgesamt 2.254 MG 3 neu zugelassen.
|  |

|  |

|  |

|  |

|  |

|  |

|  |

|  |

|  |

|  |

|  |

|  |

|  |

|  |

|  |

|  |

|  | Benzin-Hybrid |

|  | Benzin-Hybrid |